# Levande Livet
Levande Livet (skrivet som Levande livet) var en veckotidning som utgavs 1931–1961 av Åhlén & Åkerlunds förlag.
Tidningen var en av mellankrigstidens mest populära veckotidningar för särskilt yngre män, och innehöll huvudsakligen deckare och äventyrsberättelser samt skildringar av Vilda västern. Den innehöll även artiklar om idrott, jakt och fiske samt tecknade serier.
Serien 91:an Karlsson publicerades till exempel i tidningen från och med nummer 1 år 1933.
En av tidningens mest kända illustratörer var Allan Löthman (1900–1969).
År 1962 omskapades tidningen till Aktuellt för män, som 1963 slogs ihop med Folket i Bild till FIB-aktuellt.